# Katastrofa kolejowa w Strażowie
Katastrofa kolejowa w Strażowie – wypadek kolejowy, do którego doszło 7 września 1979 roku na szlaku Rzeszów – Przeworsk w pobliżu Strażowa na linii kolejowej nr 91. W wyniku tego zdarzenia śmierć poniosło 10 osób, a 7 zostało rannych.
Przyczyną katastrofy było najechanie pociągu pospiesznego relacji Lipsk – Przemyśl Główny na koniec pociągu towarowego, spowodowane nieprzełożeniem zwrotnicy z toru nr 3 na tor nr 1. W chwili zbliżania się do stacji Strażów pociąg jechał z szybkością ponad 90 km/h, a światła na semaforze wskazywały wolną drogę po torze głównym zasadniczym nr 1. W momencie przejeżdżania przez rozjazd maszynista zorientował się, że pociąg, który prowadzi, jest kierowany na tor główny dodatkowy nr 3, a następnie w odległości około 150 metrów dostrzegł tylne światła pociągu towarowego. Po najechaniu na pociąg towarowy od lokomotywy EU07-168 oderwało się podwozie, przez które wypadły silniki trakcyjne. Pierwszy wagon służbowy za lokomotywą został całkowicie zmiażdżony, natomiast pierwszy wagon pasażerski był ścięty na wysokości siedzeń; kilka wagonów towarowych spiętrzyło się.
Specjalna komisja, z wiceministrem komunikacji Kazimierzem Jacukowiczem na czele, ustaliła, że brygada, która przebudowywała urządzenia zabezpieczenia ruchu pociągów – wskutek niedopatrzenia – doprowadziła do złego ustawienia zwrotnicy przez nastawniczego (w momencie spostrzeżenia błędu było już za późno na przełożenie rozjazdu).